# 三姑井水库
三姑井水库是中国湖北省武汉市黄陂区境内的一座水库，位于武湖支流胡家港上，建于1977年。水库正常库容为868万立方米，集雨面积为18平方千米，海拔为46米。